# Pietro Zullino
Pietro Zullino, né à Turin le 16 juin 1936 et mort à Rome le 4 janvier 2012, est un écrivain et journaliste italien.

## Biographie
Carmelo Zullino, le père de Pietro, dirigeait l'école primaire italienne à Paris ; la mère de Pietro, Adele Agamben, était une institutrice, une fille du photographe de L'Aquila Alfredo Agamben, et une amie de l'écrivaine Laudomia Bonanni. La famille Zullino rentre en Italie en 1943 et à Rome Pietro fréquente le lycée classique et obtient son diplôme de droit à l'Université de Rome « La Sapienza ». Au milieu des années cinquante, sa tante maternelle Maria Federici le choisit comme secrétaire de rédaction du périodique La Vela, organe de l'ANFE (Association Nationale des Familles des émigrés).
En 1962, sur la revue florentine Politique, Pietro Zullino dénonce de dangereuses collusions entre quelques députés démocrates-chrétiens et la criminalité organisée. En 1963, il devient journaliste professionnel. Envoyé et plus tard chef de la rédaction romaine de la revue de Mondadori Epoca, il dirige ensuite Il Settimanale de l'éditeur Rusconi, le quotidien Rome appartenant à Achille Lauro, et enfin, Il Carabiniere, mensuel de l'Arme des Carabiniers, qu'il transforme en un grand magazine pour tous. Appréciées furent les pages sur l'histoire de l'Arme et sur des épisodes restés obscurs dans l'histoire d'Italie, comme la mort par naufrage d'Ippolito Nievo.
En 1966 (lorsque Nando Sampietro dirigeait Epoca), à Palerme Pietro Zullino fut informé qu'une jeune fille sicilienne, séquestrée par un de ses admirateurs, avait refusé le matrimonio riparatore (mariage réparateur), qui allait éteindre le délit d'enlèvement de personne. Les deux protagonistes étaient le mafieux Filippo Melodia et la jeune fille Franca Viola. L'article 544 du Code pénal permettait, en cas de « mariage réparateur », l'extinction de l'infraction, même si exercée sur une jeune fille mineure. Pietro Zullino, avec ses reportages sur Epoca, transforma une nouvelle locale en nouvelle nationale.
En 1973, il a publié Guida ai misteri di Palermo, sur les origines historiques de la mafia palermitaine et la dimension actuelle du phénomène mafieux : trafic de drogue, pizzo, prostitution, contrôle des contrats et flux d'argent sale. Zullino décrivit la montée de Turiddu Giuliano et le procès pour la mort du journaliste Mauro De Mauro, en les citant que par des pseudonymes.
Parmi ses livres, Sciumbasci est un récit fantapolitique sur une révolte dans le sud de l'Italie ; Giuda est une enquête sur la vraie mort de Judas, le traître du Christ qui - selon Zullino - ne s'est pas suicidé, mais a été tué. Passionné de l'histoire et de la littérature de la Rome antique, il a écrit I sette re di Roma, l'épopée d'une « race métisse et belliqueuse » : c'est-à-dire les Romains ; ensuite Catilina, une personne à réévaluer, comme l'inventeur du coup d'État. Dans le livre Il 25 luglio, il a recueilli et commenté des documents sur l'effondrement du fascisme. Cinzia, con i suoi occhi, est une biographie romancée du poète latin Sextus Propertius, avec la traduction en italien de vers, faite par Zullino lui-même. Ce roman raconte l'amour de Propertius pour Hostia (que Zullino appelle Cinzia) une célèbre prostituée à la cour impériale romaine. Io, Hippocrate de Kos (écrit avec le médecin Massimo Fioranelli) est une biographie romancée d'Hippocrate, médecin de la Grèce antique, maître de science et de vie.
Pietro Zullino, un des fondateurs de l'Association Internationale de Culture Laudomia Bonanni, a contribué à la diffusion de l'œuvre de cette écrivaine.

## Œuvres

### Livres
- (it) Guida ai misteri di Palermo, Milan, SugarCo Edizioni, 1973. Editios 1974, 1976, 1981.
- (it) Sciumbasci, Milan, SugarCo, 1974.
- (it) Il Comandante, Milan, SugarCo Edizioni, 1976. Biographie de l'armateur Achille Lauro.
- (it) Catilina, Milan, Rizzoli, 1984, 185 p. (ISBN 88-17-53980-5).
- (it) I sette re di Roma, Milan, CDE, 1986. 1987[3].
- (it) Giuda, Milan, Rizzoli, 1987 (ISBN 88-17-53981-3).
- (it) Cinzia, con i suoi occhi, Rome, Pr'edizioni, 2003.
- (it) Guida ai misteri e piaceri di Palermo ; prefazione di Maria Antonietta Spadaro ; presentazione di Amedeo Lanucara, Palerme, Dario Flaccovio, 2014, 416 p. (ISBN 978-88-579-0383-5).
- (it) Cinzia, con i suoi occhi : un'autobiografia di Sesto Properzio : a cura di Olga Cirillo ; prefazione di Fabrizio Falconi (it), Rome, Società editrice Dante Alighieri, 2018 (ISBN 978-88-534-4201-7).

### Livres en collaboration
- (it) Ritratto di paese : Bracciano, un secolo di fotografia / prefazione di Peter Nichols ; introduzione di Bruno Panunzi ; testi di Pietro Zullino, Bracciano, Associazione fotocineamatori Bracciano, 1984.
- (it) Marco Nese et Pietro Zullino, Quel piccolo prete : l'avventura umana e politica di Luigi Sturzo ; prefazione di Giulio Andreotti, Turin, Nuova ERI, 1989, 243 p. (ISBN 88-397-0560-0).
- (it) Massimo Fioranelli et Pietro Zullino, Io, Ippocrate di Kos ; presentazione di Giorgio Cosmacini ; prefazione di Giorgio Oppo, Rome-Bari, Laterza, 2008, 138 p. (ISBN 978-88-420-8787-8). Édition 2009.

### Livres
- (it) Il 25 luglio, Milan, Mondadori, 1973.
- (it) La vita e l'opera di Laudomia Bonanni: con una raccolta delle recensioni: Il fosso, Palma e sorelle, L'imputata, L'adultera, Vietato ai minori, Città del tabacco, Il bambino di pietra, Le droghe e la presentazione di tre romanzi inediti, Rome, 2002.

### Articles
- (it) « Mario Signorelli : l'uomo che parla con gli Etruschi », Epoca, Milan, Mondadori, no 854,‎ 5 février 1967, p. 79-81.
- (it) « Corruzione e scandali. Il "pieno" di milioni », Epoca, Milan, Mondadori, no 1221,‎ 24 février 1974, p. 20-23[4].